# 囲棋少年
『囲棋少年』（いきしょうねん、中国語: 围棋少年）は、中国のテレビアニメーションで、明朝末期の時代に囲碁の才能を持った少年の成長を描く物語。中国中央電視台で2005年に第一部、2009年に第二部、2018年に第三部が制作・放送された。各部は各26回。第一部は囲碁の才能を持った少年江流児の成長とライバルたちとの出会いを描く。第二部では新たなライバル棋鬼王などの人物が登場する。　第三部は2017年にミニブログで、江流児と幼馴染の方百花の成長した姿で予告され，2018年に国家広播電視総局で全52回が公開された。

## ストーリー

### 第一部
明朝末期、江南の海岸地方では倭寇が横行し、江霊運は朝廷の命で密かにその調査を行うことになり、息子の江流児を凌雲寺という寺に預ける。江流児は寺の和尚三人と同時に囲碁の対局をして勝ち、円徳和尚は100年に一人の天才であると考える。
倭寇抗戦の英雄妖刀王は、倭寇に通じていると疑いがかけられていたが、その調査をしていた江霊運は福王朱常洵の家臣に暗殺されてしまう。江流児は父の仇を討つために妖刀王に武術を学ぼうとするが、妖刀王は囲碁の才能を活かして福王に接近する道を勧めた。江流児は円徳和尚の許しを得て各派の棋芸を学んで、20年に一度の国手大会の出場を目指す。西金の快斧手こと金威遠を師とした時は、師に連れられては賭け碁をさせられ、碁に勝つためには手段を選ばないことを教えられる。老棋士劉南如との対局では、江流児は長考を繰り返して、相手を死に至らしめてしまい、それ以来江流児は塊根に苛まれる。
妖刀王は江流児にふさわしい師として、東郭の神算子こと郭逢春の元で、劉江児の偽名で雑役夫として働かせ、そこで密かに碁を学びながら、門下の潘国興と知り合う。郭門下の雷凌雲は財産を餌に郭の後継ぎになろうとするが、江流児の助けで潘国興がこれを破り、雷凌雲は金威遠の弟子であったとわかる。郭逢春は劉江児の本当の身分と実力を知るが、友人であった劉南如を死なせた江流児を許せずに、旅に出て学ばせることにした。
揚州城中で江流児は、小乞食と、風狂老人老乞食の二人の好敵手に出会う。小乞食と江流児は、江南棋痴こと李慕清にそれぞれ勝ち、二人は義兄弟の契りを結ぶ。実は小乞食は、当時の第一の国手方勝の娘方百花が国手大会に出るために男装していたもので、やがて父に見つかって家に連れ帰られてしまう。江流児は百花との別れに悲しむが、老乞食が20年前に天才棋聖と呼ばれていた林心誠であることを知る。林は才能を激しく妬まれたため、気の触れたふりをして放浪していたのだが、長年研究して来た「天地大同」の教えを江流児に伝えて生涯を閉じる。
国手大会が始まると、江流児は北武の武雲飛との対戦で、雷凌雲が裏で糸を引く陰謀によって負かされ、意気消沈して街中を彷徨う。倭寇の頭領佐々木が日本から連れて来た方丈門下の天才少年黒木は、雷凌雲と組んで対戦相手と取引きをして、相手に負けるように求め、方勝ら明の棋士達はこれに抗うことができなかった。しかし江流児は黒木との対局に勝ち、黒木は明の棋士たちに囲碁をやめるように定めた契約書を破り捨て、二人の少年は親友となり、5年後の再戦を約束する。

### 第二部
第一部から3年後、山奥から、超越的な気力を持つ老棋鬼王の弟子で、粗野で無鉄砲な棋鬼王と呼ばれる少年が現れる。京城の天軒棋館主人の娘小芸は、日本の天才少年を打ち負かした江流児との結婚を夢見ている。小芸の友達の方百花は天軒棋館で客との対局をしていたが、棋鬼王は天軒棋館で百花の美しさを見て、小芸に頼んで天軒棋館で働かせてもらう。
棋鬼王は江流児のことを聞いて、凌雲寺を訪れるが、江流児は不在と告げられる。江流児は円徳和尚から老棋鬼王のことを聞き、京城に棋鬼王を訪ねることにする。
この頃、新しい皇帝の囲碁の師として、大臣の甥である雷凌雲が任命されていた。雷のおだてで皇帝は自分の棋力が相当高いのだと思いこんでしまう。皇帝は神算子郭逢春を招くが、郭は雷の脅しによってわざと負ける。さらに皇帝は棋聖を謳われる方勝と対戦するが、方勝はこれに勝ち、怒った皇帝に捕らえて死刑を宣告される。方勝は死の前に江流児との対局を望むが、皇帝はこれを許さず、代わりに棋鬼王と対局させ、江流児が記録係となった。方勝は棋鬼王に1目勝ちし、いよいよ死刑となるときに福王が皇帝の命令を持って現れ、方勝は釈放され、雷は地位を失った。
雷凌雲は山奥の洞窟で隠居している老道士毒蜈蚣を見つけ出し、金銀を贈り、囲碁の時運算能力を得る「神脳丹」を求め、毒蜈蚣はこれを承諾して、二十日後に渡すことにする。
方勝は病で危篤となり、最後に江流児と対局を望み、娘の百花によって対局は実現する。江流児はこの対局で勝利し、方勝は死去する。しかし世間からは方勝の死は江流児のせいであり、卑劣な手段で棋聖の称号を得たのだと言われ、江流児は天軒棋館を追い出される。
棋聖の名を得るための大会が行われることになり、棋鬼王と江流児も参加することになった。日本では、新たに名人となった藤沢が3名のチームを作って中国に挑戦しようと、黒木も参加させようとするが、黒木は江と5年後に対戦するという約束のために、顧問として同行することにした。
雷凌雲は毒蜈蚣から神脳丹を得たが、毒蜈蚣はこれを多く服用すると頭痛をもたらし、さらには死に至ると告げ、一粒の解毒薬を渡す。雷は毒蜈蚣を殺して、財宝とともに逃亡する。
棋聖位争奪戦の準決勝で、雷凌雲は武雲飛と対戦したが、両者は実力互角であり、雷は神脳丹を一粒飲んで武に勝利するが、その後しばらく頭痛に襲われる。次の準決勝の棋鬼王と江流児の対局の前に、雷は棋鬼王に神脳丹を二粒を与え、これを飲んだ棋鬼王は江流児に勝つが、その後頭痛に耐えられなくなり、決勝戦では雷凌雲に破れ、雷が棋聖の称号を得た。江流児は凌雲寺の円徳和尚に、棋鬼王の頭痛を治すよう懇願するが、和尚は痛みを軽くすることしかできず、病の根本治療はできないと答えた。
日本では藤沢、山岐、女流の中川百合の3人が船で中国を目指すが、藤沢は山岐の棋力では中国棋士に勝てないことを悟り、山岐は海に身を投げ、黒木が選手に加わることになった。日本の三棋士は中国棋士との対戦を要求し、中国では新棋聖の雷凌雲と、江流児、棋鬼王を出場させようとしたが、江流児、棋鬼王は行方が知れないため、北武の武雲飛と東郭の潘国興が出場することになった。武雲飛は藤沢に負け、潘国興は中川に勝つ。雷凌雲は黒木との対戦中に、神脳丹数粒を続けざまに口にして優勢となるが、激しい頭痛に耐えられずに黒木に敗れ、日本が勝利を得た。
雷凌雲は一粒だけの解毒薬を、棋鬼王に渡すように方百花に預け、自らは死んでしまう。棋鬼王、江流児、方百花の三人は、新中国チームとして日本チームに挑戦しようとする。

## 制作スタッフ

### 第一部
- 制作 - 范玲
- 脚本 - 孫暁松
- 演出 - 馬風清
- キャラクター - 単国偉
- 背景 - 許同東、毛良
- 音楽 - 黄志健、蘇雋傑
- 編集 - 王川
- 囲碁監修 - 薛至誠
- 主題歌 - 「囲棋少年」 作詞：芸志、作曲：黄志健、歌：姜必群
- エンディング曲 - 「人生如棋」 作詞：高峰、作曲：黄志健、歌：鍾茵波
- 声優 - 童自栄、程暁樺、李曄、劉欽、徐剛、沈達威、賈志超、劉彬、李国梁、倪康

### 第二部
- 制作 - 余培侠
- 総監督 - 王英
- 監督 - 范玲、孟昭元
- 脚本 - 孫暁松
- 演出 - 馬風清
- 編集 - 王川
- 囲碁監修 - 薛至誠
- 音楽 - 黄志健、蘇雋傑
- 主題歌 - 作詞：芸志、歌：張佳
- エンディング曲 - 作詞：高峰、歌：鍾茵波
- 声優 - 童自栄、李正翔、徐剛、沈達威、李曄、程暁樺、黄怡晴、丁少丹、倪康、袁国慶、胡平知、劉欽、劉彬、王肖兵、夏磊、鄒亮、劉強、程応鼎、馮駿驊、海帆、胡謙、游鴎、蘇東生

## 各話タイトル
- 第一集 神机大炮
- 第二集 凌云寺收徒弟
- 第三集 大战花面狼
- 第四集 祸从天降
- 第五集 挑战刀疤
- 第六集 快斧手的屠龙术
- 第七集 邪道小魔王
- 第八集 生死对局
- 第九集 东郭家的小仆人
- 第十集 阴谋
- 第十一集 师兄弟的对决
- 第十二集 小乞丐
- 第十三集 结义兄弟
- 第十四集 离别的痛苦
- 第十五集 棋圣林心诚
- 第十六集 国手大赛
- 第十七集 陷害
- 第十八集 棋盘外的阴谋
- 第十九集 奇童对神童
- 第二十集 魔鬼的交易
- 第二十一集 拼死一战
- 第二十二集 大明棋手的失败
- 第二十三集 天下第一奇局
- 第二十四集 谋杀
- 第二十五集 惺惺相惜
- 第二十六集 天地大同
- 第二十七集 莽撞少年
- 第二十八集 颓废的棋手
- 第二十九集 浪子归来
- 第三十集 老少棋鬼王
- 第三十一集 鬼棋再现
- 第三十二集 恶毒的报复
- 第三十三集 棋圣的尊严
- 第三十四集 少年棋手的交锋
- 第三十五集 棋圣对棋鬼王
- 第三十六集 老棋鬼王传奇
- 第三十七集 败者为仆
- 第三十八集 江流儿的挑战
- 第三十九集 棋圣的最后一战
- 第四十集 棋鬼王参赛
- 第四十一集 棋手张秀才
- 第四十二集 神秘的陈公子
- 第四十三集 藤泽的计划
- 第四十四集 冤家再聚首
- 第四十五集 对决与阴谋
- 第四十六集 大明新棋圣
- 第四十七集 兄弟情深
- 第四十八集 应战三人组
- 第四十九集 对决失败
- 第五十集 枭雄的命运
- 第五十一集 大明新三人组
- 第五十二集 荣誉的捍卫

## 注
1. ↑  围棋少年第二部即将登陆央视-本溪新闻网
2. ↑  围棋少年贴吧官博的微博
3. ↑  国家广播电视总局关于2018年3月全国国产电视动画片制作备案公示的通知